# Касперский, Евгений Валентинович
Евге́ний Валенти́нович Каспе́рский (род. 4 октября 1965, Новороссийск, Краснодарский край) — российский программист, один из ведущих мировых специалистов в сфере информационной безопасности и предприниматель. Один из основателей, основной владелец и нынешний глава АО «Лаборатория Касперского» — международной компании, занимающейся разработкой решений для обеспечения IT-безопасности, имеющей более 30 региональных офисов и ведущей продажи в 200 странах. Лауреат Государственной премии в области науки и технологий за 2008 год.

## Ранние годы
Евгений Касперский родился 4 октября 1965 года, был единственным ребёнком в семье. Начал обучение в средней школе № 3 имени Гастелло в подмосковном городе Долгопрудный. Ещё в школе Касперский начал углублённое изучение математики в рамках спецкурса. После победы в математической олимпиаде в 1980 году был зачислен и в 1982 году окончил физико-математическую школу-интернат № 18 имени А. Н. Колмогорова при МГУ.
В 1987 году окончил 4-й (технический) факультет Высшей школы КГБ (в настоящее время факультет известен как Институт криптографии, связи и информатики Академии ФСБ России) в Москве, где изучал математику, криптографию и компьютерные технологии, и получил специальность «инженер-математик».

## Карьера
В 1987 году Евгений Касперский поступил на работу в многопрофильный научно-исследовательский институт при Министерстве обороны СССР. Именно здесь он начал изучать компьютерные вирусы — после того, как в 1989 году столкнулся с вирусом Cascade. Проанализировав код вируса, Евгений разработал специальную утилиту для его лечения и заинтересовался данной тематикой.
В 1991 году Евгений Касперский начал работать в Центре информационных технологий КАМИ, где возглавил небольшую группу специалистов, занимавшуюся разработкой антивирусных решений.
В ноябре 1992 года группа выпустила свой первый полноценный продукт — AVP 1.0. В 1994 году он одержал победу в сравнительном тестировании, проведённом тестовой лабораторией Гамбургского университета. Это обеспечило продукту международную известность, и разработчики начали лицензировать свои технологии зарубежным IT-компаниям.
В 1997 году Касперский и его коллеги приняли решение создать собственную компанию, выступив в качестве соучредителей «Лаборатории Касперского». Евгений не хотел, чтобы в названии компании фигурировала его фамилия, но его переубедила жена Наталья Касперская, также вошедшая в число соучредителей компании. В ноябре 2000 года продукт AVP был переименован в Антивирус Касперского.
Касперский руководил антивирусными исследованиями в компании со дня её основания по 2007 год, когда он занял пост генерального директора «Лаборатории Касперского».
Офис Касперского находится в новом бизнес-центре на Ленинградском шоссе. Рабочий кабинет Евгения Касперского находится на одном этаже с ведущими разработчиками и аналитиками компании, рядом с Глобальным центром исследований «Лаборатории Касперского» (GReAT). Евгений является соавтором нескольких патентов в сфере информационной безопасности, в том числе патента на ограничительно-атрибутную систему безопасности, контролирующую взаимодействие компонентов ПО. Этот патент выдан на технологию, лежащую в основе разрабатываемой в настоящее время «Лабораторией Касперского» безопасной операционной системы.
Касперский — один из ведущих мировых специалистов в области защиты от вирусов. Он является автором большого числа статей и обзоров по проблеме компьютерной вирусологии, регулярно выступает на специализированных семинарах и конференциях в России и за рубежом. Касперский — член Организации исследователей компьютерных вирусов (CARO), которая объединяет экспертов в этой области.
Касперский является основателем конференции Virus Bulletin, которая с 2001 года ежегодно проводится в антивирусной индустрии.
В 2012 году Касперский вошёл в рейтинг 100 самых влиятельных мыслителей года по версии журнала Foreign Policy и занял 40 место.
В декабре 2012 года американский журнал Wired поместил Касперского на 8-е место в списке «самых опасных людей в мире» — за разоблачение американского кибероружия, созданного для шпионажа на Ближнем Востоке и срыва иранской ядерной программы.
Евгений ощущает себя человеком, который находится на передовой линии фронта в войне с киберпреступниками. «Лаборатория», по утверждениям Касперского, инвесторов не имеет, действует исключительно за счёт собственных ресурсов, всю прибыль вкладывает в дальнейшее развитие.
В марте 2015 года агентство Bloomberg опубликовало материал, из которого следует, что с 2012 года связи компании Касперского с российскими спецслужбами резко усилились, а на ключевые менеджерские посты в Лаборатории пришли «люди, имеющие тесные связи с российскими военными или разведывательными структурами». По мнению Касперского, агентству не удалось ничего «накопать»: статья Bloomberg на треть состоит из «чисто достоверных, публичных фактов», содержащихся в отчётах и других открытых документах компании.
В 2013 году выручка компании составила 667 миллионов долларов, а в 2023 году выросла до 721 миллиона долларов. По состоянию на 2015 год в «Лаборатории Касперского» работало более 2 800 человек.
С 2010-х годов компания входила в четвёрку ведущих мировых производителей программных решений для защиты конечных устройств (Endpoint Protection). В 2012 году она объявила о планах по разработке безопасной операционной системы для защиты систем критической инфраструктуры от онлайн-атак. В 2019 году компания начала предлагать специализированные решения для IoT и промышленной кибербезопасности. К 2023 году компания запустила SD-WAN и Kaspersky Container Security, что привело к 44-процентному росту в сегменте решений, не связанных с конечными точками. Также в апреле 2023 года «Лаборатория Касперского» перевела свои продукты для домашних пользователей на подписную модель распространения, назвав просто Kaspersky.
Компания столкнулась с геополитическими проблемами, в частности в 2017 году, когда правительство США запретило её программное обеспечение из-за предполагаемых связей с российским правительством, что Касперский отрицал. В июне 2023 года компания сообщила о кибератаке, направленной на айфоны её руководящего состава. В июне 2024 года, после очередных санкций США, компания ушла с американского рынка, позже заменив своё программное обеспечение на системах американских пользователей на UltraAV.
Несмотря на эти проблемы, «Лаборатория Касперского» сохраняет присутствие в Европе, Азии, на Ближнем Востоке и в Латинской Америке.
12 декабря 2022 года вошёл в состав экспертного совета при правительстве РФ.

### Взгляды на кибербезопасность
Евгений Касперский в течение нескольких лет открыто высказывает опасения по поводу угрозы кибератаки на критически важные объекты инфраструктуры, которая может привести к катастрофическим последствиям. Он поддерживает идею соглашения о нераспространении кибероружия, считая, что мировое сообщество должно положить конец гонке кибервооружений.
В ходе своих поездок по всему миру Евгений Касперский регулярно делает доклады об опасностях, которые несут в себе кибервойны, и необходимости противодействовать эскалации киберугроз на глобальном уровне. Он рассматривает просвещение в области кибербезопасности в качестве ключевого условия для успешной борьбы с киберугрозами. Это касается как рядовых пользователей, так и специалистов в области IT-безопасности, которым зачастую не хватает квалификации. Евгений также активно поддерживает идею всеобщей стандартизации и принятия единых политик в области кибербезопасности, а также идею сотрудничества между государственными органами и компаниями, работающими в индустрии IT-безопасности.
«Частными компаниями — особенно в IT-индустрии и отраслях, связанных с безопасностью, а также в некоторых стратегически важных отраслях, для которых IT-безопасность является важнейшим приоритетом — накоплен огромный практический опыт борьбы с киберугрозами, который государство могло бы использовать чрезвычайно успешно».
Евгений Касперский поддерживает идею использования интернет-паспортов при совершении критических операций в глобальной сети: при голосовании на выборах, работе в системах онлайн-банкинга, получении государственных услуг и т. д. 

«Мне кажется, интернет-пространство необходимо разделить на три зоны. „Красная“ зона — для тех процессов, где безопасность имеет решающее значение; здесь использование интернет-паспорта обязательно. В „желтой“ зоне требования к авторизации ниже — она необходима, например, для проверки возраста покупателя в онлайн-магазинах, торгующих алкоголем или предлагающих товары „для взрослых“. И наконец, „зеленая“ зона: блоги, социальные сети, новостные сайты, чаты — все, что имеет отношение к свободе слова. Здесь никакой авторизации не требуется».— Евгений Касперский
По мнению Касперского, основная уязвимость Интернета — в его анонимности. Поэтому, чтобы сделать всемирную паутину менее уязвимой, следует точно идентифицировать каждого её пользователя. Разрешать подключение к сети Касперский предлагает только после получения специального паспорта и сдачи экзамена, по аналогии с водительскими правами. А для контроля над соблюдением законности в сети следует создать специальную интернет-полицию (интернет-Интерпол). «Все обязаны иметь идентификатор или интернет-паспорт, — сказал Евгений Касперский в интервью изданию ZDNet Asia во время его посещения конференции Интерпола в Сингапуре. — Интернет изначально был разработан не для общественного пользования, а для учёных и военных США. Только потом его представили публике, и это оказалось ошибкой… представлять его так, как это было сделано». При этом Касперский убеждён, что новая система должна быть исключительно принудительной, и ей должны подчиняться все страны. «Если какая-нибудь страна не согласится или проигнорирует соглашение, просто отрубите им Интернет», — сказал он. Предложение уйти от анонимности в Интернете Евгений Касперский высказывает уже в течение нескольких лет[когда?], однако только сейчас[когда?] его идеи привлекли внимание западной прессы. Считает необходимым ввести уголовное наказание за спам.
В прессе характеризуется как «гроза компьютерной преступности».

## Семья и увлечения
Женат третьим браком, имеет пятерых детей. От первого брака с Натальей Касперской (развёлся в 1998 году) у Евгения два сына: старший Максим (род. 1989) учился на географическом факультете МГУ[когда?], работает[когда?] в маркетинге, младший Иван (род. 1991) учился[когда?] на ВМК МГУ.
19 апреля 2011 года младший сын Иван был похищен у станции метро «Строгино» и через пять дней освобождён в результате совместной спецоперации Московского уголовного розыска с оперативниками ФСБ при поддержке бойцов ОМСН в районе Сергиева Посада. Преступники, требовавшие выкуп в 3 млн €, были задержаны. Летом 2012 года суд приговорил одного из них, А. Устимчука, к 4,5 годам лишения свободы.
Бывшая жена, соучредитель и акционер компании — Наталья Касперская. Бывшие супруги долгое время продолжали сотрудничать в бизнесе. В 2012 году стало известно, что антивирусная компания «Лаборатория Касперского» и компания Infowatch, которую возглавила Наталья Касперская, решили стать полностью независимыми бизнесами. Евгений со своей второй женой и Наталья со своим новым мужем иногда отдыхали вместе, катаясь на горных лыжах.
С 2009 года в третьем браке, жена — китаянка, трое детей, старший в 2016 году начал учиться в школе.
Касперский увлекается гонками Формулы-1, которые регулярно посещает, и сотрудничает с командой Ferrari. В силу специфики своей работы Евгений большую часть года проводит в командировках, он любит путешествия и много путешествует сам, постоянно делится фотографиями и заметками о путешествиях в своем личном блоге, в котором также регулярно рассказывает о проблемах IT-безопасности, и ведет список «Топ-100 мест, которые обязательно нужно посетить в мире». Одно из любимых — Камчатка, где он отдыхал уже несколько раз. 
Касперский даже профинансировал инвестиционный акселератор для проектов, развивающих устойчивый туризм. Также он поддержал женскую экспедицию на Южный полюс (Kaspersky Commonwealth Antarctic Expedition) под руководством Фелисити Астон в 2009 году и первый одиночный переход женщины через Антарктиду (Kaspersky ONE Transantarctic Expedition) в 2011 году, также совершенный Фелисити Астон.
Компания Евгения — официальный партнер по кибербезопасности серии шахматных турниров FIDE World.
По данным агентства Bloomberg, Касперский иногда ходит в баню со знакомыми, среди которых бывают сотрудники российских спецслужб. Не отрицая данного факта, программист пояснил, что в вопросах борьбы с киберпреступностью его компания сотрудничает со многими спецслужбами разных стран, и иногда общение продолжается в неформальной обстановке.
Евгений живёт в Москве. Любит горнолыжный спорт, благодаря которому и познакомился со второй женой, часто бывает на горнолыжных курортах Италии и Австрии. Увлекается походами на байдарках и альпинизмом. Охотно фотографирует и часами демонстрирует снимки знакомым. Снимался в рекламном ролике своего антивируса вместе с Джеки Чаном.

## Состояние
В 2016 году журналом «Forbes» личное состояние Касперского оценивалось в 1,1 млрд $. В 2013 году журналом «CEO» его состояние было оценено в 1 млрд $.
За исключением акций «Лаборатории Касперского», Евгений не имеет значительных вложений: «У меня есть компания, квартира в Москве и машина BMW. Но кроме этого, у меня больше ничего нет».

## Санкции
17 сентября 2015 года Касперский попал в санкционный список Украины против лиц, «ответственных за аннексию Крыма и агрессию на Донбассе» сроком на один год.
В апреле 2022 года из-за вторжения России на Украину Касперский внесён в санкционный список Польши за косвенную поддержку агрессии против Украины.
19 октября 2022 года включён в санкционный список Украины Санкции введены сроком на десять лет. Ранее Касперский был внесён ФБК в список коррупционеров и разжигателей войны.

## Книги
Написанные Евгением Касперским:
- «Компьютерные вирусы в MS-DOS» (1992)
- «Путевые заметки» (2006)[64]
- «Встретим Новый год на Юге!» (2010)[65]
- «Мачу-Пикчу & Muchas Pictures» (2011)[66]
- «Топ-100 мест в этом мире, которые действительно надо увидеть» (2012)[67]

Биография:
- Владислав Дорофеев, Татьяна Костылева. Принцип Касперского: телохранитель Интернета. — М.: Эксмо, 2011.

## Награды

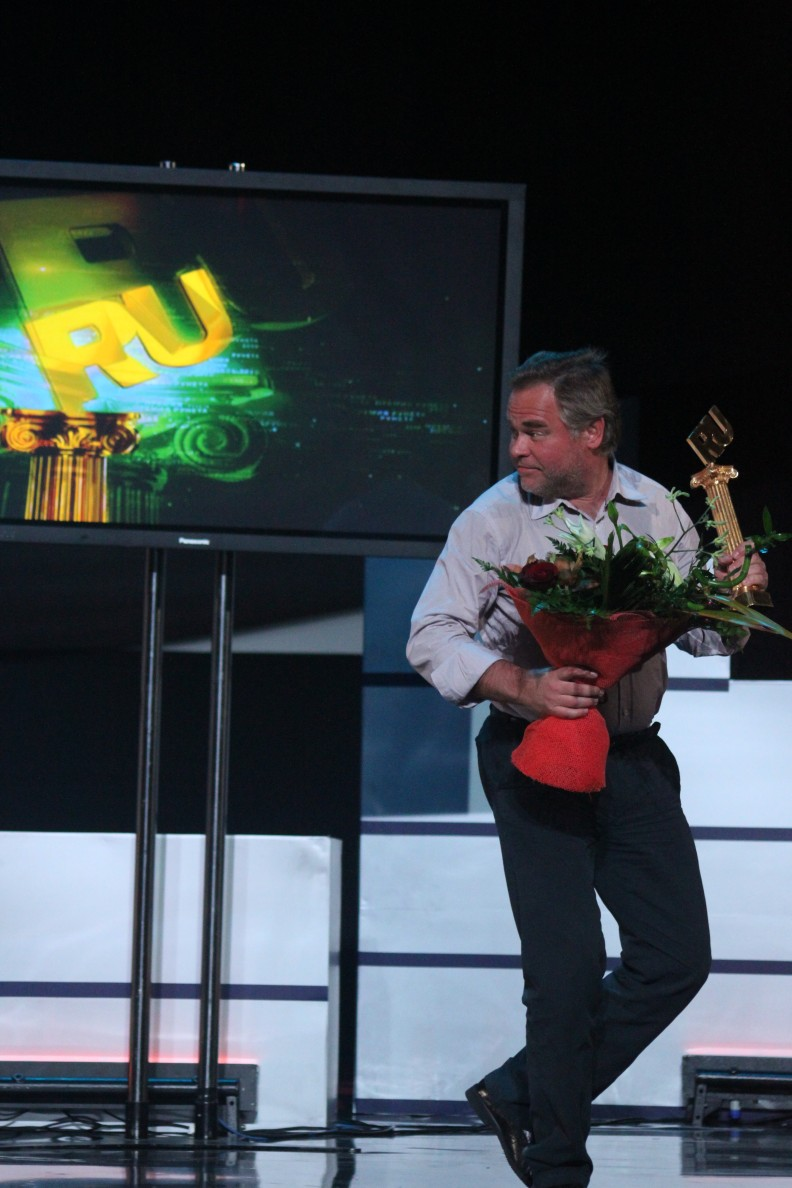
Касперский с Премией Рунета 2010

В 2012 году Евгению Касперскому была присвоена степень почётного доктора наук Университета Плимута. В том же году он был включён в рейтинг Top-25 Innovators of the Year (25 ведущих инноваторов года) по версии CRN.
Награды и премии:
- Медаль «Символ науки» (2007 год)[68].
- Национальная премия дружбы КНР (29 сентября 2009 года)[69] — за «вклад в развитие китайской индустрии информационной безопасности».
- Награда дружбы реки Хэйхэ (29 сентября 2009 года)[69] — знак отличия иностранным специалистам, которые внесли значительный вклад в экономическое и социальное развитие города. За «вклад в развитие китайской индустрии информационной безопасности».
- Государственная премия Российской Федерации в области науки и технологий 2009 года (4 июня 2009 года) — за крупные достижения в сфере современных систем защиты компьютерной информации[70].
- CEO года, SC Magazine Europe — 2010[71]
- Награда «За жизненные достижения», Virus Bulletin — 2010[72]
- Награда за лидерство в стратегии развитии бренда, World Brand Congress — 2010[73]
- Самый влиятельный руководитель в сфере IT-безопасности в мире, SYS-CON Media — 2011[74]
- Бизнесмен года, Американская торговая палата в России — 2011[75]
- Награда «За выдающийся вклад в бизнес», CEO Middle East — 2011[76]
- Технологический герой года, V3 — 2012[77]
- Top-100 Global Thinker, Foreign Policy Magazine — 2012[78]
- Top-100 руководителей в сфере IT, CRN — 2012[79]
- Премия Президента Республики Армения за мировой вклад в сферу информационных технологий — 2015[80].